# Babacar Niasse (cestista)
Babacar Niasse (Châteauroux, 30 aprile 2000) è un cestista francese.